# محاري نبرودي
محاري نبرودي أو فطر الحلتيت الأبيض (الاسم العلمي: Pleurotus nebrodensis) هو نوع من الفطريات يتبع جنس المحاري من فصيلة المحارية. سمي هذا النوع نسبة إلى موطنه الأصلي في جبال نبرودي في صقلية.
كان الوصف الأول لنوع P. Nebrodensis هو Agaricus nebrodensis ، على يد جوزيبي إنزينغا الذي عثر عليه وجمعه عام 1863 في سلسلة جبال مادوني في شمال صقلية. وقد أسماه ب«أشهى أنواع الفطر ضمن مجموعة النباتات الفطرية الصقليّة». منذ ذلك الحين، وُجد أن نوع P. Nebrodensis ينمو باستمرار وبشكل حصري في الأراضي الرعويّة بشمال صقلية مع نوع فطريات آخر هو Cachrys ferulacea . ويدرس هذا المشروع إمكانية تمديد نطاق التواجد ليشمل اليونان.
الأسباب وراء إدراجها ضمن القائمة الحمراء: تصل مساحة تواجد فطر الفيرولا الأبيض إلى ما يقل عن 100 كم مربع، كما تعاني
مجموعاته السكانية من التجزء الشديد والتقلّص. يرجع ذلك بشكل رئيسي إلى تزايد أعداد جامعي الفطريات المحترفين أو الهواة منهم على حد سواء، والذين يلجأون عادة إلى جمع الفطريات غير الناضجة. ونتيجة لذلك، تشير التقديرات إلى أن أقل
من 250 فرداً من فطر الفيورلا الأبيض يصل إلى مرحلة النضج الكامل كل عام.